# کوسیف
کوسیف (اوکراینی: Ко́сiв، آوانگاری: Kosiw) شهری در استان ایوانو فرانکیسوک در کشور اوکراین واقع شده‌است. جمعیت این شهر ۸,۴۶۳ نفر (۲۰۲۱ تخمینی) است.